# De Puig de Roda (Derba)

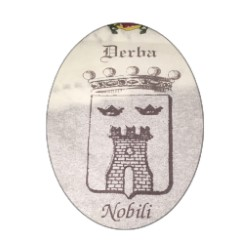
Stemma nobiliare famiglia Derba

La famiglia Derba, di origini spagnole, proveniente dal Regno di Aragona con il nome de Puig, dove furono signori di Roda in Catalogna, arrivò in Sicilia con Don Gaspare de Puig de Roda nel XV secolo in seguito alla nomina regia, nel 1455, a capitano d’arme e vicario «contra ribelles et homines facinorosos» per il Val di Noto. 
Antiochio de Puig de Roda, anche lui «militi catalano» e consigliere regio, fu visitatore dei castelli e fortezze del Val di Mazara con «patente molto honorevole» rilasciata da re Ferdinando II d'Aragona nel 1500.
Giovannello de Puig de Roda, figlio di Antiochio fu nobile e patrizio della città di Palermo. 
Nel 1620 Don Michele de Puig de Roda sposò donna Gerlanda Monastra figlia di Maria e Vincenzo Monastra, capitano di giustizia di Agrigento nel 1574.
Nel 1645 Maria de Puig de Roda sposa Don Filippo Camerata dalla quale unione nacque Vitale Camerata ricevuto nell'Ordine di Malta nel 1671, cavaliere gerosolimitano nel 1674, capitano di cavalleria, ed infine tenente colonnello a servigi della Repubblica di Venezia nella guerra di Morea.
Caterina de Puig de Roda, figlia di Don Michele de Puig de Roda e sorella di Maria de Roda, sposa il barone Gerlando Belguardo. 
In seguito, come citato dal Marchese Spreti nella sua Enciclopedia storico-nobiliare italiana, nel corso del XVIII secolo la famiglia si trasferì nel Ducato di Parma e Piacenza avendo mutato il nome in Derba (traduzione dal catalano di de Puig) dimorando in Piacenza e in Borgonovo Val Tidone. Tale famiglia fu imparentata con numerose famiglie notabili del luogo fra cui i Baiardi, i Testa, i Maggi di Cremona (vd. Alfonso Testa, barone Gaetano Testa).

## Arma
D'azzurro, con una torre d'oro, sormontata da due corone del medesimo. l'azzurro rappresenta il firmamento e l'aria, significa giustizia, lealtà e buona reputazione. L'oro è il simbolo del sole, rappresenta la costanza e la ricchezza.